# فرانک استالونه سینیور
فرانچسکو فرانک استالونه سینیور (انگلیسی: Francesco "Frank" Stallone Sr) (متولد ۱۲ سپتامبر ۱۹۱۹ – فوت در تاریخ ۱۱ ژوئیه ۲۰۱۱) یک آرایشگر ایتالیایی آمریکایی، از علاقه‌مندان به ورزش چوگان، نویسنده و بازیگر بود.فرانک استالونه همچنین پدر بازیگر معروف سیلوستر استالونه و بازیگر خواننده فرانک استالونه بود.
او با نویسندگی تنها کتابش استوارت لین است که در ماه مه ۲۰۱۰ منتشر شد مشهور شد. و تنها نقش بازیگری او در فیلم راکی(۱۹۷۶) بود.

## مرگ
استالونه در ۱۲ ژوئیه ۲۰۱۱ در خانه خود در ولینگتون، فلوریدا، در سن ۹۱ سالگی پس از نبرد با سرطان پروستات فوت کرد.